# Żabokliki (gromada)
Żabokliki (do 31 XII 1958 Golice) – dawna gromada, czyli najmniejsza jednostka podziału terytorialnego Polskiej Rzeczypospolitej Ludowej w latach 1954–1972.
Gromady, z gromadzkimi radami narodowymi (GRN) jako organami władzy najniższego stopnia na wsi, funkcjonowały od reformy reorganizującej administrację wiejską przeprowadzonej jesienią 1954 do momentu ich zniesienia z dniem 1 stycznia 1973, tym samym wypierając organizację gminną w latach 1954–1972.
Gromadę Żabokliki siedzibą GRN w Żaboklikach utworzono 1 stycznia 1959 w powiecie siedleckim w woj. warszawskim w związku z przeniesieniem siedziby GRN gromady Golice z Golic do Żaboklik i zmianą nazwy jednostki na gromada Żabokliki.
31 grudnia 1961 gromadę zniesiono, włączając jej obszar (wsie Golice, Jagodnia, Topórek i Żabokliki oraz kolonie Golice i Żabokliki) do nowo utworzonej gromady Siedlce w tymże powiecie.